# Росоховатка (притока Гнилого Тікичу)
Росоховатка — річка у Катеринопільському районі Черкаської області, права притока Гнилого Тікичу (басейн Південного Бугу).

## Опис
Довжина річки 12 км, похил річки — 5,3 м/км. Формується з декількох безіменних струмків та водойм. Площа басейну 66,3 км².

## Розташування
Росоховатка бере початок в селі Розсохуватка і тече переважно через село Новоселицю. У межах Катеринопіля впадає у річку Гнилий Тікич, ліву притоку Тікичу.